# Збірна Джерсі з футболу
Національна збірна Джерсі з футболу — футбольна команда, яка представляє Джерсі у міжнародних зустрічах. Вона контролюється Футбольною асоціацією Джерсі. Джерсі не є членом ФІФА або УЄФА, тому не може брати участь у чемпіонатах світу та інших турнірах, які проводять ці організації.
Бере участь у щорічному Кубку Мюратті, з 1905 року, за винятком 1915—1919 та 1940—1946 років, футбольному турнірі між збірними командами Нормандських островів: Гернсі, Джерсі та Олдерні.